# 陳載春
陳載春（1552年—1639年），字子元，號澄渠，山東濟南府歷城縣人，民籍，明朝政治人物。

## 生平
萬曆元年（1573年）癸酉科山東鄉試第三十七名，萬曆八年（1580年）庚辰科會試第一百八十七名，登三甲第一百二十三名進士。户部觀政，本年授六合知县，十四年行取，候补户部主事，本年补陕西司，十七年升宣府管粮郎中，二十一年升西安府知府，丁憂歸。二十四年起补顺德府知府，三十一年九月升陕西副使兼参议，专管督粮。三十八年致仕。三十九年补河南按察司副使，奉敕督理粮储、小滩监兑。
崇祯十二年（1639年），清军攻城，載春率家人守西南城，城陷不屈而死，年八十八。

## 家族
曾祖陳孜；祖父陳仲；父陳九疇，曾任知縣，官至山西按察司副使。母开氏。具庆下。兄載陽、弟載亨。